# 日韓議員連盟

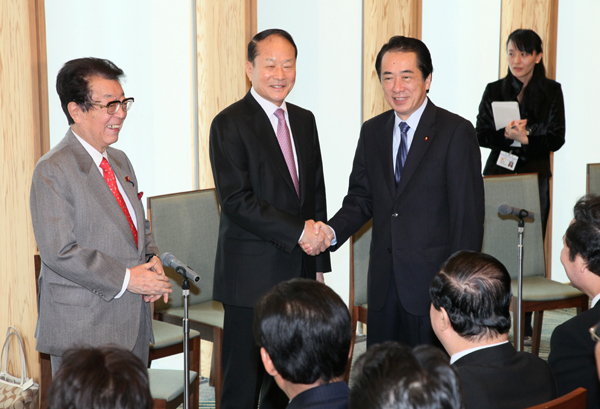
2010年11月30日、菅直人内閣総理大臣を表敬する渡部恒三日韓議員連盟会長と、李相得韓日議員連盟会長

日韓議員連盟（にっかんぎいんれんめい）は、自由民主党が主導する日本の超党派の議員連盟。

## 概要
前身は冷戦まっただ中1972年にアメリカの意向で発足した日韓議員懇親会で、1975年に現在の名称に改称された。冷戦時代は韓国の議員との交流などを積極的に行い、友好関係促進により西側諸国として団結して東側諸国に対抗することを目的にされた。
日本社会党がアメリカを敵対視し、ソ連などの東側諸国である北朝鮮を支持し交流していたのに対抗して自由民主党や民社党など自由民主主義を標榜としていた議員が多数在籍してきた。その名残で元内閣総理大臣の安倍晋三をはじめ大半を自由民主党の議員で構成する。
軍事政権時代は韓国に批判的だった左派も2002年の北朝鮮による日本人拉致問題発覚後に旧社会党議員だった民主党議員や公明党、日本共産党なども参加してきたため連盟も変わってきた。民主党議員のみの民主党日韓議員交流委員会と日韓議員連盟の両方に所属している民主党議員が多い。
冷戦中で韓国が軍事政権だった時では、政権同士の関係の緊張も指導者の意を受けた側近や補佐役が交渉チャンネルとして役割を果たしてきた。しかし、1990年代以降の韓国の民主化後や冷戦崩壊後に日韓間でいわゆる歴史認識問題や領有権問題が懸案となり、水面下の交渉チャンネルは機能しなくなった。過去の日韓関係では一定の役割を果たしてきた日韓協力委員会や日韓議員連盟といった両国指導層のネットワークも、今では日韓間を調整する能力を持っていない。
他に日韓関係の議員連盟としては朝鮮通信使交流議員の会、日韓海底トンネル推進議員連盟等が存在する。また2023年（令和5年）2月23日には立憲民主党が独自の議員外交を行うため、自民党主導の超党派の日韓議員連盟と別に立憲民主党の議員連盟「日韓友好議員連盟」を創設した。

## 活動
- 2011年11月30日、李相得会長を初めとする韓国の韓日議員連盟とともに、渡部恒三会長らが当時の菅直人内閣総理大臣を表敬した[4]。
- 2013年11月29日、日本・東京で合同総会。韓国側から日本における外国人参政権を実現するように要請し、日本側は「法案の実現に向けて努力する」と声明を発表した[5]。また、靖国神社参拝について、河村建夫日韓議員連盟幹事長から「国のために献身した同胞の英霊に尊崇の念を表すことはどこの国でもしている」と説明を行い、黄祐呂会長から「『過去の反省』上に立つ未来志向的な関係をどう構築していくべきかについて、両国国会議員が深く悩んでみる必要がある」と応じた。総会の雰囲気について、姜昌一幹事長は「日本国内の雰囲気が非常によくないのに驚いた」と感想を述べている[6]。
- 2014年10月25日、韓国・ソウルで合同総会。「日本側は河野談話、村山談話など歴代政権の立場を継承することを再確認した」「日本側は河野談話、村山談話の精神にふさわしい行動をとることにした」などの声明を発表した。なお、産経新聞の加藤達也前ソウル支局長が朴槿恵大統領の名誉を傷つけたとして起訴され、拘束されている問題（産経新聞ソウル支局長名誉毀損起訴事件）については、韓国側の反対によって日韓の懸念事項として扱わないことで、日韓で合意された[7]。
- 2015年5月11日、韓国・ソウルで合同幹事会。軍艦島などの「明治日本の産業革命遺産」の世界文化遺産登録に韓国政府が反対していることについて、政治問題化しないよう韓国側に理解を求め、22日に継続して協議することを確認した[8]。しかしながら、韓国側は翌日の国会本会議で、日本政府が「明治日本の産業革命遺産」の世界文化遺産への登録を推進していることを糾弾する決議を可決、採択した[9]。
- 2017年12月11日、日本で行われた合同幹事会で慰安婦問題日韓合意などについて議論。共同宣言では韓国側の「合意は慰安婦や国民の気持ちを反映していない」という主張に配慮し、慰安婦問題日韓合意の韓国側の履行が行われていない問題の記載を行わず、その代わりに、日本側が村山談話や河野談話の立場を継承していくことを再確認したという内容で取りまとめられた。また、韓国人の特別永住者に対する日本への地方参政権付与についても日本が迅速な法整備に向けて努力することも全会一致で採用された[10]。
- 2018年12月、日韓議員連盟の額賀福志郎会長と河村建夫幹事長が訪韓し、韓日議員連盟の姜昌一会長、李洛淵首相と面談。徴用工訴訟問題について、韓国の裁判所で被害事実が認められた徴用被害者に対する日本企業の賠償を前提に、韓国政府が財団を設立してその他の徴用被害者を慰労するという解決策を練った[11]。
- 2019年8月23日、日韓議員連盟と韓日議員連盟は、韓国政府が前日に日韓秘密軍事情報保護協定（GSOMIA）を破棄することを表明したことを受けて、東京で同年9月18日に開催する予定だった両議連の合同総会を延期することを決めた[12]。
- 2021年1月12日、首都圏で新型コロナウイルス感染症緊急事態宣言が発令される中、東京・帝国ホテルで開催され、200人余りが参加した在日本大韓民国民団（民団）主催の新年会に、公明党の山口那津男代表、日韓議員連盟の額賀福志郎会長ら与野党の議員19人が出席した[13]。駐日大韓民国大使や訪日予定だった韓国の国会議員は首都圏の緊急事態宣言に伴い出席を見送った[14]。

## 主な所属議員（一部）

### 役員
- 菅義偉（自由民主党）会長（2023年-）[2]

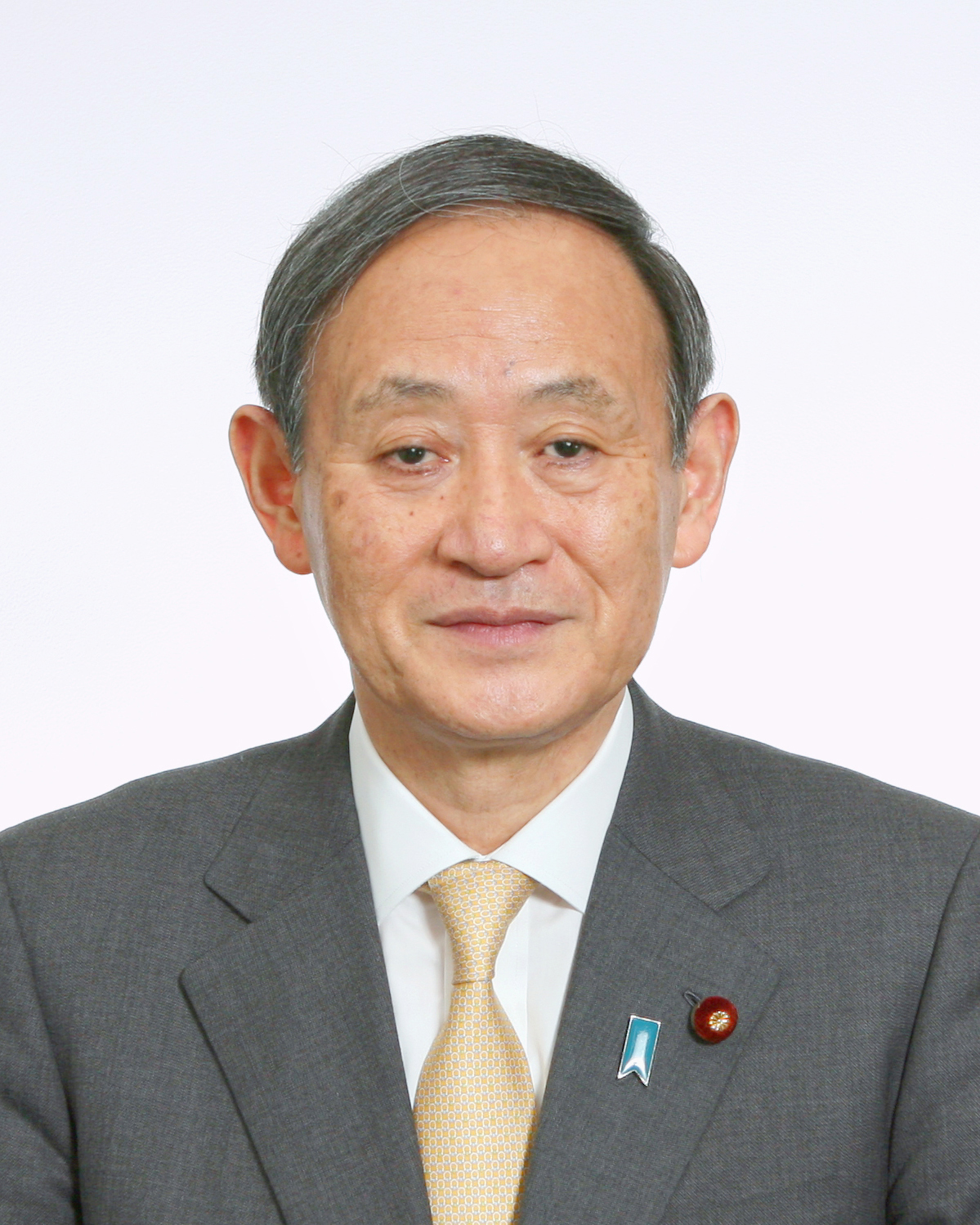
日韓議員連盟会長菅義偉

- 額賀福志郎（自由民主党）幹事長[15]→前会長（2013年-2023年）[2]
- 長島昭久（自由民主党）幹事長[16][17][18]
- 逢沢一郎（自由民主党）副会長[19]
- 麻生太郎（自由民主党）副会長[20]
- 志位和夫（日本共産党）副会長[21] → 顧問[22]
- 前原誠司（日本維新の会）副会長[23]
- 鈴木宗男（無所属）副会長[24]
- 大西健介（立憲民主党）運営委員長[25]
- 宮内秀樹（自由民主党）事務局長[25]
- 野田聖子（自由民主党）女性部会会長[26]
- 赤羽一嘉（公明党）常任幹事[27]
- 小渕優子（自由民主党）常任幹事[28]
- 中谷元（自由民主党）常任幹事[29]
- 石破茂（自由民主党）幹事[30]
- 西村康稔（自由民主党）幹事[31]
- 塩村文夏（立憲民主党）幹事[32]

### 所属議員
- 石井正弘（自由民主党）[33]
- 稲田朋美（自由民主党）[34]
- 岸田文雄（自由民主党）[30]
- 小林茂樹（自由民主党）[35]
- 鶴保庸介（自由民主党）[36][37]
- 中曽根康隆（自由民主党）[38]
- 松川るい（自由民主党）[39]
- 宮内秀樹（自由民主党）[40]
- 山下貴司（自由民主党）[41]
- 石橋通宏（立憲民主党）[42]
- 逢坂誠二（立憲民主党）[43]
- 小川淳也（立憲民主党）[44]
- 岡田克也（立憲民主党）[45]
- 城井崇（立憲民主党）[46]
- 重徳和彦（立憲民主党）[47]
- 辻元清美（立憲民主党）[48]
- 中谷一馬（立憲民主党）[49]
- 石井苗子（日本維新の会）[50]
- 和田有一朗（日本維新の会）[51]
- 石川博崇（公明党）[52]
- 谷合正明（公明党）[53]
- 中野洋昌（公明党）[54]
- 福島瑞穂（社会民主党）[45]
- 赤嶺政賢（日本共産党）[55]
- 井上哲士（日本共産党）[56]
- 吉良佳子（日本共産党）[57]
- 紙智子（日本共産党）[58]
- 倉林明子（日本共産党）[44]
- 塩川鉄也（日本共産党）[59]
- 本村伸子（日本共産党）[57]
- 山添拓（日本共産党）[60]
- 高井崇志（れいわ新選組）[61]
- 大野泰正（無所属）[62]

### 過去に所属していた議員
- 城内実（自由民主党、2019年に退会）[63]

### 過去に所属していた元議員

#### 元役員
- 船田中（会長・1979年引退）[64]
- 伊藤宗一郎（会長・2001年引退）[65]
- 福田赳夫（会長・1990年に政界引退）[66]
- 竹下登（会長・2000年に政界引退）[66]
- 河野洋平（顧問・2009年に政界引退）[30]
- 神崎武法（顧問・2010年に政界引退）[30]
- 森喜朗（会長・2012年に政界引退）[66]
- 渡部恒三（会長・2012年に政界引退）[21]
- 鳩山由紀夫（顧問・2012年に政界引退）[30]
- 羽田孜（顧問・2012年に政界引退）[30]
- 江田五月（顧問・2016年に政界引退）[67]
- 直嶋正行（事務局長→運営委員長・2016年に政界引退）[15][68][27]
- 谷垣禎一（常任幹事・2017年に政界引退）[30]
- 大畠章宏（会長代理・2017年に政界引退）[22]
- 魚住裕一郎（副幹事長・2019年に政界引退）[69]
- 井上義久（副会長・2021年に政界引退）[70]
- 河村建夫（運営委員長→幹事長・2021年に政界引退）[15][68][27]
- 山口泰明（常任幹事・2021年に政界引退）[71]
- 安倍晋三（副幹事長・2022年に死去）[30]
- 白眞勲（社会・文化委員長・2022年に落選失職）[72]
- 岸本周平（事務局長代理・2022年に和歌山知事へ転任）[73]
- 菅直人（顧問・2024年に政界引退）[30]
- 武田良太（幹事長・2024年に落選失職）[74][75]
- 衛藤征士郎（会長代理・2024年に落選失職）[22]
- 伊藤信太郎（事務局長・2024年に落選失職）[68][27]
- 西村明宏（事務局長・2024年に落選失職）[76]
- 中川正春（運営委員長・2024年に政界引退）[70]
- 笠井亮（幹事→法的地位副委員長・2024年に政界引退）[77][78]
- 穀田恵二（常任幹事・2024年に政界引退）[79]
- 石井啓一（法的地位向上委員長・2024年に落選失職）[80]

#### その他
- 三日月大造（2014年に滋賀県知事へ転任）[81]
- 池内沙織（2017年に落選失職）[44]
- 島津幸広（2017年に落選失職）[44]
- 山本一太（2019年に群馬県知事へ転任）[82]
- 本多平直（2021年に議員辞職）[83]
- 遠山清彦（2021年に議員辞職）[84]
- 北村誠吾（2023年に死去）[85]
- 谷川弥一（2024年に議員辞職）[85]
- 奥野信亮（2024年に政界引退）[85]
- 武井俊輔（2024年に落選失職）[86]
- 國重徹（2024年に落選失職）[87]

## 脚註
1. 1 2  立憲民主党「日韓友好議連」を設立　独自の議員外交 日本経済新聞 2022年3月29日
2. 1 2 3  “日韓議連会長、菅義偉前首相が就任「日韓の連携不可欠」”. 日本経済新聞. (令和5年3月27日) {{cite news}}: |date=の日付が不正です。 (説明)⚠
3. ↑  相互不信の連鎖を断ち切る時――国交50年の日韓関係
4. ↑  “菅総理の動き 日韓・韓日議連の表敬|首相官邸ホームページ”. www.kantei.go.jp. 2022年7月17日閲覧。
5. ↑  「第36回日韓・韓日議員連盟合同総会」共同声明
6. ↑  中央日報 2013年11月30日10時08分 ２年ぶりに会った韓日議員１３０人、総会の雰囲気は…
7. ↑  朝日新聞 2014年10月25日22時11分 日韓の議連総会、共同声明で慰安婦問題に言及
8. ↑  統合ニュース 2015/05/08 18:35 産業革命施設の世界遺産登録問題　日本と２２日に協議＝韓国
9. ↑  朝日新聞 2015年5月12日20時24分 韓国の国会、日本の産業革命遺産めぐり糾弾決議を可決
10. ↑  産経新聞 2017.12.11 21:55 日韓・韓日議連が共同声明　日韓合意履行求める文言なし　外国人地方参政権付与は明記
11. ↑  中央日報 2019年05月22日07時37分　文大統領の一言でオールストップした韓日関係、与党が出口探る（１）
12. ↑  “日韓・韓日両議連　合同総会9月開催を延期　11月再調整も開催めど立たず”.   毎日新聞 (2019年8月23日). 2019年8月24日閲覧。
13. ↑  “「民団の建物に石が飛んできて…僑胞の死活かかっている」”.  朝鮮日報 (Wayback Machine アーカイブ) (2021年1月15日). 2021年12月1日閲覧。
14. ↑  “韓日議連の訪日延期に　日本の新型コロナ急拡大で”.  聯合ニュース (2021年1月7日). 2021年1月21日閲覧。
15. 1 2 3  “黄祐呂（ファン・ウヨ）韓日議員連盟会長による安倍総理表敬”. 外務省. (平成25年1月9日) {{cite news}}: |date=の日付が不正です。 (説明)⚠
16. ↑  政治部, 時事通信 (2024年12月11日). “日韓議連幹事長に長島氏：時事ドットコム”. 時事ドットコム. 2025年3月7日閲覧。
17. ↑  “일한의원연맹 간사장에 '7선 의원' 다케다 전 총무상”. 중앙일보. (2021年12月14日) 2021年12月15日閲覧。
18. ↑  “活動報告・活動履歴 2017年12月10日日韓議員連盟総会”. 長島昭久. 2021年11月22日閲覧。
19. ↑  “あいさわ一郎とは”. あいさわ一郎. 2021年12月3日閲覧。
20. ↑  “『“成熟”で日韓大きく成長 』”. 麻生太郎 (2008年3月7日). 2021年12月3日閲覧。
21. 1 2  “真の友好・親善に努力　日韓議員連盟総会 市田書記局長があいさつ”. 赤旗. (2010年11月11日(木)) {{cite news}}: |date=の日付が不正です。 (説明)⚠
22. 1 2 3  “志位委員長が顧問就任 日韓議連が総会開く”. 赤旗. (2013年2月16日)
23. ↑  前原誠司（2023年9月16日） - X
24. ↑  鈴木拓也「「若者は未来志向を」「貸した恩は忘れろ」29年ぶり訪韓のムネオ節」『朝日新聞デジタル』2022年5月31日。2022年8月4日閲覧。
25. 1 2  “本日、日韓議員連盟総会（菅義偉会長）が行われ、長島昭久幹事長、大西健介運営委員長、宮内秀樹事務... - おおにし健介（オオニシケンスケ） ｜ 選挙ドットコム”. 選挙ドットコム. 2025年3月13日閲覧。
26. ↑  “<民団岐阜本部>野田議員を祝福…日韓議連女性部会長就任”. 民団新聞. (2017年6月28日) {{cite news}}: |date=の日付が不正です。 (説明)⚠
27. 1 2 3 4  “韓日議員連盟幹部一行による安倍総理大臣表敬”. 外務省. (平成29年12月11日) {{cite news}}: |date=の日付が不正です。 (説明)⚠
28. ↑  “林芳正氏・小渕優子氏…「知韓派議員」も世代交代”. 朝鮮日報日本語版. (2021年11月1日) {{cite news}}: 不明な引数|1=が空白で指定されています。 (説明)⚠
29. ↑  “「いくら議連が頑張っても日韓問題が解決できない」中谷元議員が明かす日韓議連の実情 “徴用工問題”の着地点は”. ABEMA Prime. (2019年8月1日)
30. 1 2 3 4 5 6 7 8 9  “日韓議員連盟会員名簿”. 2009年1月17日時点のオリジナルよりアーカイブ。2024年12月4日閲覧。
31. ↑  “西村やすとし 国会活動”. 西村やすとし オフィシャルサイト. 2021年11月18日閲覧。
32. ↑  塩村あやか (2022年11月4日). “第43回日韓・韓日議員連盟合同総会 日韓議連幹事・女性副委員長として参加”. 塩村あやか公式サイト. 2024年12月4日閲覧。
33. ↑  “自民党参議院議員 石井まさひろ”. 石井まさひろ事務所. 2021年11月18日閲覧。
34. ↑  “処理水、厳格管理を要請 (コード 2023091511864-2)の写真・画像：報道写真・ニュース映像の提供購入サービス：KYODO NEWS IMAGELINK(イメージリンク)”. 報道写真・ニュース映像の提供購入サービス：KYODO NEWS IMAGELINK(イメージリンク). 2025年1月22日閲覧。
35. ↑  “11月1日小林しげき日誌【日韓議連】”. 小林しげき. 2021年12月6日閲覧。
36. ↑  産経新聞 (2019年8月30日). “日韓議連・河村元官房長官ら３１日から訪韓 韓日議連会長と協議”. 産経新聞：産経ニュース. 2024年12月10日閲覧。
37. ↑  “プロフィール”.   鶴保庸介ウェブサイト　. 2013年4月28日時点のオリジナルよりアーカイブ。2016年10月8日閲覧。
38. ↑  “中曽根康隆『第44回日韓•韓日議員連盟合同総会。』”. 衆議院議員 中曽根康隆 オフィシャルブログ「いま、未来への挑戦。」Powered by Ameba. 2024年12月4日閲覧。
39. ↑  “処理水、厳格管理を要請 (コード 2023091511864-8)の写真・画像：報道写真・ニュース映像の提供購入サービス：KYODO NEWS IMAGELINK(イメージリンク)”. 報道写真・ニュース映像の提供購入サービス：KYODO NEWS IMAGELINK(イメージリンク). 2025年1月22日閲覧。
40. ↑  日本経済新聞 日韓議連の河村氏が訪韓　韓日議連会長と会談へ
41. ↑  山下たかし（2022年11月3日） - X
42. ↑  “☆第44回日韓・韓日議員連盟合同総会 出席☆”. 石橋みちひろ 参議院議員 公式サイト (2023年9月15日). 2024年12月4日閲覧。
43. ↑  “7月11日 その2929 『逢坂誠二の徒然日記』(4573）”. おおさか誠二. 2021年12月6日閲覧。
44. 1 2 3 4  “議員活動 日韓議員連盟の総会に出席”. 日本共産党元衆議院議員 しまづ幸広. 2021年12月6日閲覧。
45. 1 2  “日韓議連・額賀氏、韓日議連来日時に改善に向けた意見交換意欲”. 産経新聞. 2021年11月18日閲覧。
46. ↑  “プロフィール”. きいたかし. 2021年11月22日閲覧。
47. ↑  “プロフィール”.   しげとく和彦. 2024年12月10日閲覧。
48. ↑  “日韓議員連盟の女性議員団で韓国を訪問しました”. 辻元清美. 2021年12月6日閲覧。
49. ↑  “議会・政党での活動 中谷一馬の議会・政党での活動”. 中谷一馬. 2021年11月22日閲覧。
50. ↑  石井苗子（2023年9月15日） - X
51. ↑  “日韓・韓日議員連盟合同総会に出席いたしました。衆議院議員　和田有一朗 HP/お知らせ｜”. wada-yuuichiro.com. 2024年12月4日閲覧。
52. ↑  石川ひろたか（2023年9月15日） - X
53. ↑  谷合正明（2022年11月4日） - X
54. ↑  “日韓・韓日議連合同総会に参加”. 中野ひろまさ (2014年10月27日). 2024年12月7日閲覧。
55. ↑  “プロフィール”. 赤嶺政賢. 2021年11月19日閲覧。
56. ↑  “プロフィール・実績”. 井上さとし. 2021年11月19日閲覧。
57. 1 2  “「第４２回 日韓・韓日議員連盟合同総会」に出席！！！ | もとむら伸子（日本共産党衆議院議員）”. motomura-nobuko.jp. 2024年12月4日閲覧。
58. ↑  紙智子（2023年9月18日） - X
59. ↑  “活動日記”. 日本共産党 衆議院議員 塩川鉄也. 2021年12月3日閲覧。
60. ↑  山添拓 事務所（2023年9月15日） - X
61. ↑  “韓国出張　その①　若手国会議員間の交流”. 衆議院議員 高井たかし. 2021年12月6日閲覧。
62. ↑  “主な所属議連”. 自民党副幹事長 参議院議員 大野泰正. 2021年12月3日閲覧。
63. ↑  “私が日韓議連を辞めた理由　韓国には堪忍袋の緒が切れた”. 衆議院議員　城内実　月刊正論３月号. 2021年12月6日閲覧。
64. ↑  “船田日韓議連会長あいさつ 日韓議員連盟が第６回総会 (コード 2014070700247)の写真・画像：報道写真・ニュース映像の提供購入サービス：KYODO NEWS IMAGELINK(イメージリンク)”. 報道写真・ニュース映像の提供購入サービス：KYODO NEWS IMAGELINK(イメージリンク). 2025年1月22日閲覧。
65. ↑  “日韓議連・伊藤宗一郎会長が死去”. www.mindan.org. 2025年1月22日閲覧。
66. 1 2 3  “秘書日記 2010年10月25日「議員連盟裏話」土橋雄宇”. 衆議院議員 手塚よしお：立憲民主党 東京５区 目黒 世田谷. 2021年12月6日閲覧。
67. ↑  “江田五月活動日誌　2015年12月”. 江田五月. 2021年12月6日閲覧。
68. 1 2 3  “韓日議員連盟幹部一行による安倍総理大臣表敬”. 外務省. (平成27年7月10日) {{cite news}}: |date=の日付が不正です。 (説明)⚠
69. ↑  “韓日議員連盟幹部一行による安倍総理大臣表敬”. 外務省. (平成28年1月13日) {{cite news}}: |date=の日付が不正です。 (説明)⚠
70. 1 2  “韓日・日韓議連が東京で合同幹事会開催　関係改善策など協議”. 聯合ニュース. (2021年7月14日) 2021年12月3日閲覧。
71. ↑  “プロフィール | 山口泰明公式サイト｜衆議院議員（埼玉10区）｜自由民主党”.   山口泰明. 2021年12月9日時点のオリジナルよりアーカイブ。2025年3月7日閲覧。
72. ↑  “日韓 違い認める余裕を　「関係はガラス細工の繊細さ」　白真勲・参院議員に聞く”. 西日本新聞. (2019年8月9日) {{cite news}}: |date=の日付が不正です。 (説明)⚠
73. ↑  岸本周平 (2014年7月18日). “日韓の架け橋―議員連盟の役割”.   BLOGS. 2020年12月31日閲覧。
74. ↑  “일한의원연맹 간사장에 '7선 의원' 다케다 전 총무상”. 중앙일보. (2021年12月14日) 2021年12月15日閲覧。
75. ↑  “日韓議員連盟の幹事長に武田良太前総務相”. 中央日報 - 韓国の最新ニュースを日本語でサービスします. 2024年12月4日閲覧。
76. ↑  “プロフィール”. 自由民主党 衆議院議員 西村あきひろ. 2021年12月3日閲覧。
77. ↑  4“朝鮮半島非核化へ議論 済州フォーラム　笠井氏が発言”. 赤旗. (2018年6月30日(土)) {{cite news}}: |date=の日付が不正です。 (説明)⚠
78. ↑  “活動日誌 こくたが駆く”. 日本共産党 こくた恵二. 2021年12月3日閲覧。
79. ↑  “日韓政府の誠実な対話、重要/日韓議員連盟会合 穀田議員が主張”. www.jcp.or.jp (2019年8月1日). 2024年12月4日閲覧。
80. ↑  “黄祐呂（ファン・ウヨ）韓日議員連盟会長による安倍総理表敬”. 外務省. (平成25年1月9日) {{cite news}}: |date=の日付が不正です。 (説明)⚠
81. ↑  “プロフィール 三日月大造”. 2021年11月21日閲覧。
82. ↑  “活動ブログ 日韓・韓日議員連盟合同総会”. 辻元清美. 2021年12月6日閲覧。
83. ↑  “過去の活動日誌”. 前衆議院議員 本多平直. 2021年12月6日閲覧。
84. ↑  “日韓・韓日議連合同総会（ソウル）に参加して | 公明ニュース（2014/11/2）”. 公明党. 2024年12月10日閲覧。
85. 1 2 3  “韓日の新政権発足を機に関係改善を　両国議員が会合”. 聯合ニュース. (2021年11月1日) 2023年12月9日閲覧。{{cite news}}:  CS1メンテナンス: 先頭の0を省略したymd形式の日付 (カテゴリ)
86. ↑  @syunsuke_takei (13 December 2018). “日韓議連の会議に出席のためソウルに”. X（旧Twitter）より2021年12月6日閲覧.
87. ↑  “ブログ”. 国重とおる. 2021年11月18日閲覧。